# S.T. Gordon
S.T. Gordon est un boxeur américain né le 18 avril 1959 à Pasco, État de Washington.

## Carrière
Champion d'Amérique du Nord NABF des lourds-légers en 1980 et 1981, il devient champion du monde WBC de la catégorie le 27 juin 1982 en battant Carlos De León par arrêt de l'arbitre à la 2e reprise mais perd le combat revanche aux points le 17 juillet 1983.